# Trạch Hỏa Cách
Quẻ Trạch Hỏa Cách, đồ hình |:|||: còn gọi là quẻ Cách (革 ge2), là quẻ thứ 49 trong Kinh Dịch.
- Nội quái là ☲ (|:| 離 li2) Ly hay Hỏa (火).
- Ngoại quái là ☱ (||: 兌 dui4) Đoài hay Đầm (澤).

Giải nghĩa: Cải dã. Cải biến. Bỏ lối cũ, cải cách, hoán cải, cách tuyệt, cánh chim thay lông. Thiên uyên huyền cách chi tượng: tượng vực trời xa thẳm.